# آرامگاه شاهزاده احمد کوهین
آرامگاه شاهزاده احمد کوهین مربوط به دوره صفوی است و در شهرستان تفرش، بخش مرکزی، دهستان بازرجان، شمال روستای کوهین واقع شده و این اثر در تاریخ ۱۸ اسفند ۱۳۸۷ با شمارهٔ ثبت ۲۵۰۷۳ به‌عنوان یکی از آثار ملی ایران به ثبت رسیده است.